# Motrix
Motrix war eine deutsche Automarke.

## Unternehmensgeschichte
Die Rollfix-Werke Frederic Schröder KG aus Hamburg-Wandsbek übernahmen 1934 von der Rollfix Eilwagen GmbH die Produktion von Automobilen. Der Markenname lautete Motrix. 1936 endete die Produktion. Eine Quelle gibt an, dass bis 1935 jährlich einige hundert Fahrzeuge verkauft wurden, bevor der Markt zusammenbrach. 1933 wurden 161 Fahrzeuge abgesetzt. Im Folgejahr waren es 267 und 1935 sogar 277. 1936 sank die Zahl auf 17 und 1937 auf 1.

## Fahrzeuge
Das Unternehmen stellte Dreiräder her. Ein Pkw-Modell entsprach dem Rollfix Rekord. Es hatte ein hinteres Einzelrad und einen Zweitaktmotor.